# That Lucky Old Sun
| Recensione                 | Giudizio |
| -------------------------- | -------- |
| AllMusic                   | [ 1 ]    |
| Christgau's Consumer Guide | ★        |
| Entertainment Weekly       | B        |
| Mojo                       | [ 4 ]    |
| Pitchfork                  | 7.8/10   |
| PopMatters                 | [ 6 ]    |
| Rolling Stone              | [ 7 ]    |
| Slant Magazine             | [ 8 ]    |
| Spin                       | 8/10     |
| Uncut                      | [ 10 ]   |

That Lucky Old Sun è l'ottavo album in studio da solista del cantautore statunitense Brian Wilson, pubblicato nel 2008.

## Il disco
La "title track", nonché brano che ha ispirato tutto l'album, è una cover del brano scritto da Beasley Smith e Haven Gillespie e interpretato nella versione originale da Frankie Laine.
Ai testi dell'album hanno partecipato Scott Bennett e Van Dyke Parks.
Le registrazioni sono state effettuate in California.

## Tracce
1. That Lucky Old Sun – 0:57
2. Morning Beat – 2:55
3. A Room With a View (narrative) – 0:45
4. Good Kind of Love – 3:20
5. Forever She'll Be My Surfer Girl – 2:52
6. Venice Beach (narrative) – 0:45
7. Live Let Live / That Lucky Old Sun (reprise) – 2:35
8. Mexican Girl – 2:42
9. Cinco de Mayo (narrative) – 0:46
10. California Role / That Lucky Old Sun (reprise) – 2:41
11. Between Pictures (narrative) – 0:48
12. Oxygen to the Brain – 3:28
13. Can't Wait Too Long – 0:54
14. Midnight’s Another Day – 3:57
15. That Lucky Old Sun (reprise) – 0:43
16. Going Home – 3:03
17. Southern California – 4:58

Bonus tracks
- Oh Mi Amor (iTunes)
- Message Man (con Danny Hutton) (iTunes)
- Good Kind of Love (con Carole King) (Best Buy)
- I'm Into Something Good (con Carole King) (Best Buy)
- Just Like Me and You (Best Buy)

## Classifiche
| Classifica (2008) | Posizione raggiunta |
| ----------------- | ------------------- |
| Stati Uniti       | 21                  |